# چاه‌پنیری
چاه پنیری روستایی در دهستان دوکوهه بخش سه قلعه شهرستان سرایان استان خراسان جنوبی ایران است. بر پایه سرشماری عمومی نفوس و مسکن در سال ۱۳۹۰ جمعیت این روستا ۵۰ نفر (در ۱۵ خانوار) بوده است.